# Die Goldfische
Pour plus de détails, voir Fiche technique et Distribution.
Die Goldfische (littéralement « le poisson rouge », appelé en allemand « le poisson d'or ») est un film allemand réalisé par Alireza Golafshan, sorti en 2019.

## Synopsis
Olivier, un banquier spécialiste de l'évasion fiscale, se retrouve paraplégique après un accident de voiture. À l'hôpital, il monte un plan avec d'autres patients handicapés pour récupérer de l'argent sale en Suisse.

## Fiche technique
- Titre : Die Goldfische
- Réalisation : Alireza Golafshan
- Scénario : Alireza Golafshan sur une idée originale de Justyna Müsch
- Musique : Carlos Cipa et Sophia Jani
- Photographie : Matthias Fleischer
- Montage : Denis Bachter
- Production : Quirin Berg, Justyna Müsch et Max Wiedemann
- Société de production : Wiedemann & Berg Filmproduktion, SevenPictures Film et Deutsche Columbia Pictures Film Produktion
- Pays :  Allemagne
- Genre : Comédie
- Durée : 111 minutes
- Dates de sortie : 
  -  Allemagne : 21 mars 2019

## Distribution
- Tom Schilling : Oliver Overrath
- Jella Haase : Laura Ferber
- Kida Khodr Ramadan : Eddy Patzke
- Birgit Minichmayr : Magda Grabowski
- Axel Stein : Rainer « Rainman » Schnellinger
- Jan Henrik Stahlberg : Michael « Michi » Wolter
- Luisa Wöllisch : Franzi Maier
- Maria Happel : Ingeborg Zschetzsche
- Sibylle Canonica : Saphira
- Johanna Gastdorf : la mère d'Oliver
- Klaas Heufer-Umlauf : Julius
- Christian Ammermüller : M. Schmidt-Thiedemann
- Thomas Gräßle : Zöllner

## Box-office
Le film a enregistré 659 295 d'entrées au box-office allemand. 